# Hendricks County
Hendricks County is een county in de Amerikaanse staat Indiana.
De county heeft een landoppervlakte van 1.058 km² en telt 104.093 inwoners (volkstelling 2000). De hoofdplaats is Danville.

## Bevolkingsontwikkeling

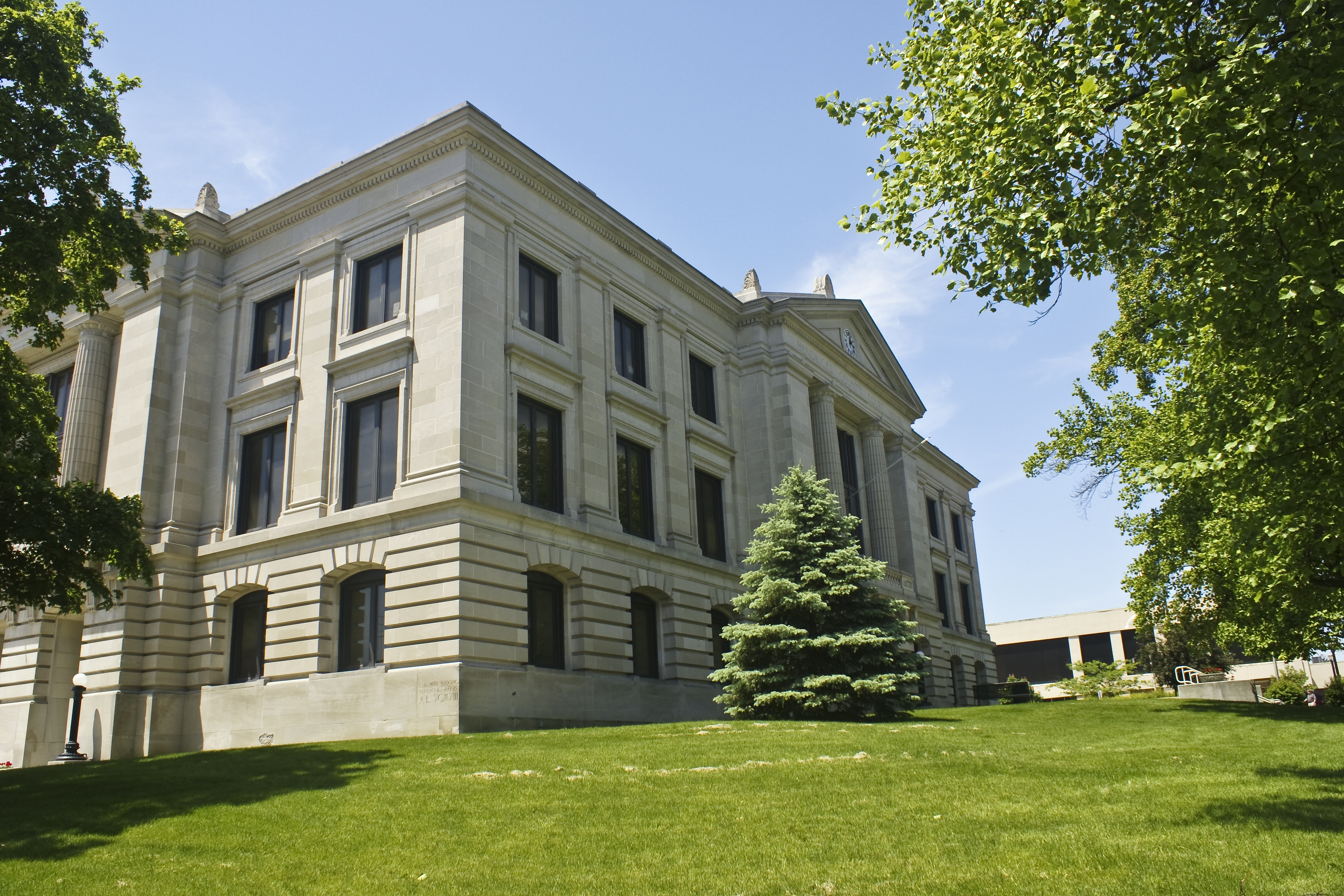
Hendricks County Courthouse